# 37 Batalion Straży Granicznej
37 Batalion Straży Granicznej – jednostka organizacyjna Straży Granicznej w II Rzeczypospolitej.

## Formowanie i zmiany organizacyjne
Wykonując postanowienia uchwały Rady Ministrów z 23 maja 1922 roku, Minister Spraw Wewnętrznych rozkazem z 9 listopada 1922 roku zmienił nazwę „Bataliony Celne” na „Straż Graniczną”. Wprowadził jednocześnie w formacji nową organizację wewnętrzną. 37 batalion celny przemianowany został na 37 batalion Straży Granicznej.
37 batalion Straży Granicznej funkcjonował w strukturze Komendy Powiatowej Straży Granicznej w Łunińcu, a jego dowództwo stacjonowało w Wielkim Rożanie. W skład batalionu wchodziły cztery kompanie strzeleckie oraz jedna kompania karabinów maszynowych w liczbie 3 plutonów po 2 karabiny maszynowe na pluton. Dowódca batalionu posiadał uprawnienia dyscyplinarne dowódcy pułku. Cały skład osobowy batalionu obejmował etatowo 614 żołnierzy, w tym 14 oficerów.
W 1923 roku batalion przekazał swój odcinek oddziałom Policji Państwowej i został rozwiązany.

## Służba graniczna
W październiku 1922 37 baon SG obsadził swoimi żołnierzami placówkę 29 baonu SG. Zmiana podporządkowania placówki podyktowana była eksterytorialnością placówki.
W styczniu 1923 nastąpiła regulacja odcinków granicznych. 4 kompania graniczna odeszła na odcinek Rachowicze-Wiejna, 1 kompanii granicznej przydzielono placówkę nr 12 (Sławiński-Ostapiszcze), 3 kompania wystawiła placówkę nr 2 „uroczysko Polczyn”, a zlikwidowała placówkę nr 3 „hutor Lasiczyna” i placówkę nr 9 „Niownia”, placówkę nr 10 (własny budynek) przydzielając takowy do 2 kompanii. 2 kompania zajmowała odcinek od hutoru Lesiczyna-Niownia  do Wiejskiej Górki koło Mosiny
W maju 1923 37 baon SG oddał 40 baonowi SG odcinek graniczny od Jaśkowicz do Rachowicza.
Wydarzenia
- 10 stycznia 1923 odbyła się konferencja dowódcy 29 baonu SG por. Meyera i dowódcy 37 baonu SG. Gospodarzem był dowódca 3/37 baonu SG por. Mikołaj buśkiewicz. Celem konferencji było określenie współdziałania w zwalczaniu tzw. „bandy Muchy”. Ustalono działania poszczególnych pododdziałów w przypadku przerwania granicy na skrzydłach obu batalionów[10].

Sąsiednie bataliony
- 34 batalion Straży Granicznej ⇔ 40 batalion Straży Granicznej – 1 grudnia 1922[3][11] (w odwodzie stał 1 bSG)

## Kadra batalionu
Dowódcy batalionu
| stopień | imię i nazwisko     | okres pełnienia służby | kolejne stanowisko |
| ------- | ------------------- | ---------------------- | ------------------ |
| kpt.    | Franciszek Gorczyca | IX 1922 – był I 1923   |                    |

## Struktura organizacyjna i rozmieszczenie
| Ordre de Bataille 37 b SG w Wielkim Rożanie 20 stycznia 1923 | Ordre de Bataille 37 b SG w Wielkim Rożanie 20 stycznia 1923 | Ordre de Bataille 37 b SG w Wielkim Rożanie 20 stycznia 1923 | Ordre de Bataille 37 b SG w Wielkim Rożanie 20 stycznia 1923 | Ordre de Bataille 37 b SG w Wielkim Rożanie 20 stycznia 1923 |
| ------------------------------------------------------------ | ------------------------------------------------------------ | ------------------------------------------------------------ | ------------------------------------------------------------ | ------------------------------------------------------------ |
| kompanie                                                     | 1. Nowy Rożan                                                | 2. Borowa                                                    | 3. Morocz                                                    | 4. Rachowicze                                                |
| plutony                                                      | Bylin                                                        | hut. Niownia                                                 | Nowe Mokrany                                                 | Wiejna                                                       |
| plutony                                                      | Nowy Rożan                                                   | hut. Serecki                                                 | Kołki                                                        | Jamne                                                        |
| plutony                                                      | hut. Sojena                                                  | hut. Pieszczanka                                             | Morocz                                                       | Rachowicze                                                   |
| plutony                                                      | leśn. Sławiński                                              | hut. Misina                                                  | Helenowo                                                     | Wielki Las                                                   |